# His Hidden Talent
Pour plus de détails, voir Fiche technique et Distribution.
His Hidden Talent est un film américain réalisé par Reggie Morris, sorti en 1917.

## Fiche technique
- Titre original : His Hidden Talent
- Réalisation : Reggie Morris
- Photographie : Perry Evenvold
- Production : Mack Sennett
- Société de production : Keystone
- Société de distribution : Keystone
- Pays d'origine :  États-Unis
- Langue originale : anglais
- Format : noir et blanc — 35 mm — 1,37:1 — Film muet
- Genre : Comédie
- Durée : une bobine
- Date de sortie :
  - États-Unis : 19 août 1917
- Licence : Domaine public

## Distribution
- Raymond Griffith : le type bizarre
- Vera Reynolds : sa petite amie
- James Rowe : le père
- Phyllis Daniels : la mère
- Monty Banks : l'escroc
- Marianne De La Torre : la femme de l'escroc